# Radosav Stojanović
Pour les articles homonymes, voir Stojanović.
Radosav Stojanović (en serbe cyrillique Радосав Стојановић), né le 1er novembre 1950 à Parunovac est un écrivain, journaliste et lexicographe serbe.

## Biographie
Stojanović est né le 1er novembre 1950 à Parunovac, près de Kruševac. Il a grandi à Mlačište dans Crna Trava. 
Chroniqueur pour le Književne reči de Kosovo-et-Métochie (1985-1988), président de la Société littéraire du Kosovo-Metohija (1990-1992), rédacteur en chef du magazine Stremljenja, il est de 2004 à 2006 celui de Srpski jug à Niš. 
Il est membre de l’Association des écrivains de Serbie depuis 1985 et de l’Association des journalistes de Serbie depuis 1979.
Il est présent dans des anthologies et des sélections courantes de poésie et de nouvelles, que ce soit dans son pays ou à l'étranger. Ses travaux ont été traduits dans plusieurs langues.
Stojanović a quitté le Kosovo en juin 1999. Il vit depuis entre Niš et Čemernik [réf. nécessaire].

## Œuvres

### Poésie
- Inoslovlje, Jedinstvo, Priština, 1979
- Rukopis čemerski (Le manuscrit de Čemerski), Jedinstvo, Priština, 1982
- Đavolja škola (École du diable), BIGZ, Beograd, 1988,  (ISBN 86-13-00261-7)
- Povratak na kolac (Retour à la participation) Nolit, Beograd, 1990,  (ISBN 86-19-01817-5)
- Sidro(Ancre), Rad, Beograd, 1993,  (ISBN 86-09-00302-7)
- Netremice, Hvosno, Leposavić, 2003,  (ISBN 86-83629-12-0) and 2004,  (ISBN 86-83629-17-1)
- Trepet (Trembler), Vranjske - Društvo književnika Kosova i Metohije, Vranje - Kosovska Mitrovica, 2007,  (ISBN 978-86-84287-39-9)
- Pesme poslednjeg zanosa (Poèmes de Rapture finale), selected and new poems, Panorama, Priština - Beograd, 2012,  (ISBN 978-86-7019-292-8)
- Bequeathing / Zаveštаnje, Des poèmes sélectionnés et nouveaux sur l'amour, l'édition serbe-anglaise, traduit par Dusica Vuckovic, Hybrid Publishers, Melbourne, Victoria, Australia, 2014,  (ISBN 9781925000764)
- Kad bi ljubavi bilo (S'il y avait de l'amour), Majdan, Kostolac, 2015,  (ISBN 978-86-85413-72-8)
- Pesme sudnjeg dana (Chansons Doomsday) Čigoja štampa, Beograd, 2019

### Nouvelles
- Aritonova smrt (La mort d'Ariton), Prosveta – Jedinstvo, Beograd – Priština, 1984
- Apokrifne price (Histoires apocryphes), Jedinstvo, Priština, 1988,  (ISBN 86-7019-028-1)
- Mrtva straža (Deathwatch),  Književne novine, Beograd, 1988,  (ISBN 86-391-0143-4) and Novi svet, Priština, 1997,  (ISBN 86-7967-015-4)
- Kraj sveta (Fin du monde), Rad, Beograd, 1993,  (ISBN 86-09-00332-9)
- Gospodar uspomena (Lord of Memories), Nolit, Beograd, 1996,  (ISBN 86-19-02135-4)
- Živi zid (Mur Humain), selection, SKZ, Beograd, 1996,  (ISBN 86-379-0582-X)
- Molitva za dečansku ikonu (Une prière pour l'icône de Dečani), Prosveta, Niš, 1998,  (ISBN 86-7455-379-6)
- Hristovi svedoci (Témoins du Christ), Filip Višnjić, Beograd, 2001,  (ISBN 86-7363-279-X)
- Crnotravske priče (Histoires de Crna Trava), selection, Prosveta, Niš, 2002,  (ISBN 86-7455-557-8)
- Vlasinska svadba (Mariage Vlasina), Narodna knjiga, Beograd, 2004,  (ISBN 86-331-1455-0)
- Euridikini prosioci (Les prétendants d'Eurydice), Panorama, Beograd – Priština, 2007,  (ISBN 978-86-7019-273-7)
- Zapisano u snovima (Écrit dans les rêves), stories about love, Panorama, Priština – Beograd, 2013,  (ISBN 978-86-7019-295-9)
- Hvatanje straha (Attraper la peur), Panorama, Priština – Beograd, 2015
- Priče sa krsta (Histoires de la croix) Panorama-Jedinstvo, Priština - Kosovska Mitrovica, 2019

### Romans
- Divlji kalem (Greffe sauvage), Narodna knjiga, Beograd, 2002,  (ISBN 86-331-0397-4); and Vranjske knjige, Vranje, 2010,  (ISBN 978-86-84287-61-0)
- Angelus (Angelus), SKZ, Beograd, 2004,  (ISBN 86-379-0858-6)
- Mesečeva lađa (Navire de la Lune), Narodna knjiga, Beograd, 2005,  (ISBN 86-331-2160-3)
- Tri hvata neba (Trois câlins du ciel) NKC, Niš, 2018

### Livres pour enfants
- Kakvu tajnu kriju ptice (Quel genre de secrets sont des oiseaux cachés), des poèmes, Panorama, Belgrade-Kosovska Mitrovica, 2016,  (ISBN 978-86-7019-314-7)
- Priče iz unutrašnjeg džepa (Histoires de la poche intérieure), Panorama-Jedinstvo, Priština - Kosovska Mitrovica, 2018

### Lexicographie
- Crnotravski rečnik (Dictionnaire - Terminologie de Crna Trava), Srpski dijalektološki zbornik no. LVII, SANU – Institut za srpski jezik SANU, Beograd, 2010

### Prose non fictionnelle
- Živeti s genocidom, hronika kosovskog beščašća 1980 – 1990 (Vivre avec génocide, chronique du déshonneur du Kosovo 1980 - 1990),  Sfairos, Beograd, 1990,  (ISBN 86-81277-35-9)
- Uprkos svemu, 70 godina Narodnog pozorišta u Prištini (Malgré tout, 70 ans du théâtre national de Pristina), Narodno pozorište Priština, Gračanica - Priština, 2018

### Drames
- Mrtva straža (Deathwatch), Novi svet, Priština, 1993,  (ISBN 86-7967-002-2)
- Krivovo i druge drame (Krivovo et autres drames), Panorama, Beograd – Priština, 2003,  (ISBN 86-7019-238-1)
- Propast sveta na Veligdan (La fin du monde le jour de Pâques), Teatron, 107, Beograd, 1999
- Sendvič, (Sandwich), Srpski jug, 5, 2006
- Sabor na Gorešnjak (Assemblée le jour de l'Été Arcangel), Riječ/Riječ, godina IV, br. 3 – 4, Brčko, 2009, and Gradina, 37, 2010

### Théâtre
- Mrtva straža (Deathwatch), Provincial National Theatre, Priština, 1994, réalisé par Miomir Stamenković
- Propast sveta na Veligdan (La fin du monde à la fête de Pâques), le Théâtre Bora Stanković, Vranje, 1997, réalisé par Jug Radivojević
- Metohijska ikona (The Icon of Metohija), monodrama, National Theatre, Peć, 1997, dirigé et joué par Miomir Radojković
- Krivovo (Krivovo), Bora Stanković Theatre, Vranje, 2003, dirigé par Jug Radivojević

### Pièce radiophonique
- Poslednji pogled na Dragodan (A Final Look at Dragodan), dirigé et joué par Steven Đorđević, Radio Priština – Radio Toplica, Prokuplje, 2004

### Éditeur de journaux
- Tri veka seoba Srba (Trois siècles de la grande migration des Serbes), 1990
- Vidovdanski glasnik, 1993
- Srpski jug, 2004, 2006

## Récompenses et distinctions
- Prix annuel Jedinstvo pour le journalisme, 1981 et 1982
- Prix Stevan Sremac 1987, 1991 et 1992
- Prix Lazar Vučković, pour la poésie, 1985 et l'histoire courte, 1992
- Zlatno pero despota Stefana Lazarevića (Despot Stefan Lazarević Golden Pen), 1990
- Milutin Uskoković, deuxième, 1993 et 2000
- Prix de la Société littéraire du Kosovo et Metohija pour le meilleur livre, 1999
- Prix Laza K. Lazarević, 2001
- Rade Drainac Award, 2004
- Prix spécial du Festival de théâtre professionnel Joakim Vujić de Serbie, 2000